# عرفان (نام)
عرفان نامی مردانه با ریشه عربی به معنی دانش، آگاهی، یادگیری و خرد است. گاهی عرفان به‌عنوان نامی زنانه استفاده می‌شود.

## نام کوچک
- عرفان آهنگریان، ووشوکار اهل ایران
- عرفان اسفندیاری، بازیکن فوتبال اهل ایران
- عرفان اسماعیلاگیچ، بازیکن هندبال اهل کرواسی
- عرفان افراز، بازیکن فوتبال اهل ایران
- عرفان الهی، کشتی‌گیر اهل ایران
- عرفان اولروم، بازیکن فوتبال اهل نیجریه
- عرفان باچدیم، بازیکن فوتبال اهل اندونزی
- عرفان بادی، بازیکن فوتبال اهل ایران
- عرفان پورافراز، بازیکن فوتبال اهل ایران
- عرفان ثابتی، مترجم و جامعه‌شناس دین و فلسفه اهل ایران
- عرفان جم رتبه، بازیکن فوتبال اهل ایران
- عرفان حاج‌رسولی‌ها، خواننده اهل ایران
- عرفان حبیب، مورخ اهل هند
- عرفان حسین یزدی، کشتی‌گیر اهل ایران
- عرفان خان، بازیگر اهل هند
- عرفان خانی، بازیکن فوتبال اهل ایران
- عرفان دگیرمنچی، روزنامه‌نگار اهل ترکیه
- عرفان رضایی، کشته‌شده خیزش ۱۴۰۱ ایران
- عرفان زمانی، کشته‌شده خیزش ۱۴۰۱ ایران
- عرفان زینیلی، بازیکن فوتبال اهل فنلاند
- عرفان سازگاری، بازیکن فوتبال اهل ایران
- عرفان سعادتی فرد، کشتی‌گیر اهل ایران
- عرفان شهریاری، بازیکن فوتبال اهل ایران
- عرفان شهید، خاورشناس اهل آمریکا
- عرفان علی، سیاستمدار هندی‌تبار اهل گویان
- عرفان علی سعید، بازیکن بسکتبال اهل قطر
- عرفان قانعی‌فرد، نویسنده و مترجم اهل ایران
- عرفان قربانی، بازیکن فوتبال اهل ایران
- عرفان قهرمانی، بازیکن فوتبال اهل ایران
- عرفان قهوه‌چی، بازیکن فوتبال اهل ترکیه
- عرفان کولودوم تودی، دونده اهل هند
- عرفان گل‌محمدی، بازیکن فوتبال اهل ایران
- عرفان مفتول‌کار، بازیکن فوتبال اهل ایران
- عرفان مکی، خواننده پاکستانی‌تبار اهل کانادا
- عرفان ناظمی، تکواندوکار اهل ایران
- عرفان نظرآهاری، شاعر و نویسنده اهل ایران
- عرفان نوروزی، بازیکن والیبال اهل ایران

## نام خانوادگی
- ایرج عرفان، بازیکن فوتبال اهل ایران
- علی عرفان، فیلم‌ساز اهل ایران
- قادر عرفان، بازیکن بسکتبال اهل عراق
- محمد عرفان، بازیکن هاکی روی چمن اهل پاکستان